# محوطه خربل
محوطه خربل در شهرستان گچساران، بخش مرکزی، دهستان امامزاده جعفر، ۱/۵ کیلومتری جنوب شرق روستای خربل واقع شده و این اثر در تاریخ ۲۶ اسفند ۱۳۸۶ با شمارهٔ ثبت ۲۲۲۴۲ به‌عنوان یکی از آثار ملی ایران به ثبت رسیده است.